# Brandon (Suffolk)
Brandon ist eine Stadt und eine Verwaltungseinheit im District West Suffolk in der Grafschaft Suffolk, England. Brandon ist 56,7 km von Ipswich entfernt. Im Jahr 2001 hatte sie 8256 Einwohner. Brandon wurde 1086 im Domesday Book als Brandona/Brantona erwähnt.